# Shadows of the Damned
Shadows of the Damned — компьютерная игра в жанре экшн, разработанная студией Grasshopper Manufacture и выпущенная Electronic Arts для PlayStation 3 и Xbox 360 в 2011 году. Игра повествует о приключениях Гарсии Хотспура, мексиканского охотника на демонов, который спускается в ад ради спасения своей возлюбленной. В разработке игры принимали участие известные геймдизайнеры Гоити Суда и Синдзи Миками; кроме того, музыку для игры написал известный по серии Silent Hill композитор Акира Ямаока.
8 июня 2023 года в рамках Grasshopper Manufacture была анонсирована обновлённая версия игры, названная Shadows of the Damned: Hella Remastered. Эта версия игры вышла 31 октября 2024 года на платформах Nintendo Switch, PlayStation 4, PlayStation 5, Windows, Xbox One и Xbox Series X/S.

## Игровой процесс
Shadows of the Damned является игрой в жанре психологического ужаса (англ. Psychological horror). Игрок управляет Гарсией, а помогает ему его приятель Джонсон, который может превращаться в факел или оружие. Джонсон может принимать три формы: пистолет, дробовик и автомат, их можно усовершенствовать либо с помощью синих камней, оставшихся после схваток с боссами и добавляющих различные способности, либо с помощью красных камней, найденных на уровнях или приобретённых у Кристофера. Здоровье Гарсии отображается через полоску с очками жизни, которое можно улучшить благодаря красным камням. Здоровье также восстанавливается с помощью алкоголя. Его можно найти на каждом уровне игры, или купить у Кристофера, либо в торговом автомате, оплатив его с помощью белых драгоценных камней.
Джонсон также может стрелять специальными «световыми пулями», чтобы оглушать врагов. Этот элемент является важным для прохождения «тёмных» головоломок. Если Гарсиа входит на территорию, покрытую мраком, он будет в безопасности, но его здоровье будет постепенно уменьшаться, пока он не покинет или не рассеет тьму. Чаще всего это можно сделать при стрельбе в голову козла, однако для этого игроку придётся завершить другие головоломки, например открыть ряд закрытых дверей. Темноту также можно рассеять с помощью фейерверков или убийством определённых демонов. Некоторые головоломки Гарсия будет проходить в темноте. Однако демоны будут появляться даже при отсутствии тьмы. В каждом уровне есть битвы с боссами. Некоторые уровни основаны на мини-играх.

## Сюжет
Охотник на демонов Гарсия Хотспур, придя домой обнаруживает, что его подруга Паула похищена демоном Флемингом, который хвастался, что будет убивать её снова и снова. С целью остановить Флеминга, Гарсия отправляется в преисподнюю вместе со своим приятелем демоном Джонсоном, способным превращаться в оружие, фонарь и мотоцикл. В мире демонов, Джонсон помогает Гарсии побеждать многочисленных врагов, питающихся человеческой плотью, и спасает его от тьмы, постепенно уничтожающей человека. Во время своего путешествия Гарсия становятся свидетелем того, как Флеминг и другие демоны неоднократно убивают Паулу. Другой охотник на демонов, представляющийся как «Полковник», в течение некоторого времени помогает Гарсии, но затем покидает его, чтобы отомстить за смерть своего любимого человека. Гарсия также сталкивается с Кристофером, получеловеком-полудемоном, который продает главному герою ценные товары, повышающие боевую силу.
Позже Гарсия и Джонсон узнают о несокрушимой охотнице, первой женщине-демоне, бросившей вызов Флемингу. В итоге она была зверски расчленена Флемингом, однако поражённый смелостью охотницы, тот исцелил её и сделал королевой. С этого момента Флеминг начал постоянно убивать её снова и снова, исцеляя любые раны, которые она получала в результате пыток. Охотнице удалось сбежать из города проклятых, но была возвращена назад и убита Флемингом. Намекается, что Паула и есть та самая охотница.
В конце концов, Гарсия находит замок Флеминга, и вступает в схватку со злодеем. Однако после победы над Флемингом, рассерженная Паула бьёт Гарсию, из-за того, что тот, видя, как она умирала, не сделал ни одной попытки остановить злодея или успокоить её. В гневе она превращается в демона, и нападает на главного героя, но он, в конечном счёте, настолько изматывает её, что она перестаёт атаковать его. Паула возвращается к своей человеческой форме, раненная и окружённая тьмой. Гарсия утешает её и извиняется.
В эпилоге, Гарсия и Паула возвращаются к себе домой и планируют куда-нибудь поехать, но неожиданно звонит Флеминг, предупреждая главного героя, что теперь к нему придут ещё больше демонов. Гарсия принимает это как должное, отметив, что пока он встречается с любовницей демона, его враги будут продолжать следить за ними, и клянется убить их всех до одного.

## Разработка игры
Первые идеи о создании новой игры для PlayStation 3 появились после выхода Killer7, в создании которой принимали участие дизайнеры Синдзи Миками и Гоити Суда. Ранее компания Суды Grasshopper Manufacture разработала игру в жанре хоррор Michigan: Report from Hell, которая хорошо продавалась в Японии. Первоначально Суда хотел назвать новую игру как Kurayami или Closer. Позднее издатель Electronic Arts заявил, что имя Closer было оставлено для другого проекта. К 2006 году ни один издатель не хотел выпускать игру, и лишь в 2008 году Electronic Arts предложил Grasshopper Manufacture издать новый проект и предоставил движок Unreal Engine 3. В качестве креативного продюсера выступил «отец» серии Resident Evil Синдзи Миками.
Первоначально Суда хотел анонсировать игру на выставке E3 2009, но не сделал этого из-за соглашения между Grasshopper Manufacture и EA Games. В декабре 2009 года композитор серии Silent Hill Акира Ямаока покинул Konami и присоединился к команде разработчиков Shadows of the Damned. Сама игра была анонсирована на выставке Tokyo Game Show в 2010 году.

## Саундтрек
Музыка была написана бывшим композитором серии Silent Hill Акирой Ямаокой. После ухода из Konami он присоединился к команде разработчиков. Его музыка была выполнена в жанрах дарк-эмбиент, индастриал, трип-хоп, нойз и рок. В интервью Ямаока признался, что его стиль намного лучше представлен в играх в жанре хоррор, так как интересно оформлять борьбу страха при помощи музыки и вообще всего звукового дизайна.
Музыкальный альбом с саундтреком игры Shadows of the Damned Original Music From Akira Yamaoka был выпущен 1 сентября 2011 года компанией Grasshopper Manufacture. В альбом входит 21 композиция, включая 4 вокальные темы («Take Me To Hell (Broken Dream)», «As Evil As Dead», «Different Perspectives» и «Shadows of the Damned (with The Damned)»), исполненные Троем Бэйкером, Мэри Элизабет Макглинн и Дэвидом Вэнианом. При предварительном заказе игры в некоторых магазинах Северной Америки, покупатели также получали бонусный код, позволяющий скачать альбом Shadows of the Damned с 12 треками из игры.
| №                   | Название                                                | Текст песни         | Исполнитель                         | Длительность |
| ------------------- | ------------------------------------------------------- | ------------------- | ----------------------------------- | ------------ |
| 1.                  | «Theme of Shadows of the Damned (featuring The Damned)» | Джо Ромерса         | Трой Бэйкер, Мэри Элизабет Макглинн | 7:11         |
| 2.                  | «Shedding Stars»                                        |                     |                                     | 1:30         |
| 3.                  | «Walk if Off»                                           |                     |                                     | 1:36         |
| 4.                  | «Last stop, windows up»                                 |                     |                                     | 2:56         |
| 5.                  | «…This Way Comes»                                       |                     |                                     | 1:50         |
| 6.                  | «Fathomer»                                              |                     |                                     | 2:05         |
| 7.                  | «Smile for a Broken Dawn»                               |                     |                                     | 2:08         |
| 8.                  | «Showdown at High Moon»                                 |                     |                                     | 1:46         |
| 9.                  | «Cold Turkey»                                           |                     |                                     | 2:20         |
| 10.                 | «Broken Bones, Broken Promises»                         |                     |                                     | 2:52         |
| 11.                 | «Dropped Off Between Stops»                             |                     |                                     | 2:35         |
| 12.                 | «Clawing at the Veil»                                   |                     |                                     | 2:42         |
| Общая длительность: | Общая длительность:                                     | Общая длительность: | Общая длительность:                 | 31:31        |

| №                   | Название                                  | Текст песни         | Исполнитель                         | Длительность |
| ------------------- | ----------------------------------------- | ------------------- | ----------------------------------- | ------------ |
| 1.                  | «An Ordinary Life»                        |                     |                                     | 1:45         |
| 2.                  | «Take Me To Hell (Broken Dream)»          | Джо Ромерса         | Трой Бэйкер, Мэри Элизабет Макглинн | 7:34         |
| 3.                  | «Cannibal Carnival»                       |                     |                                     | 2:04         |
| 4.                  | «What a Wonderful World»                  |                     |                                     | 2:03         |
| 5.                  | «Riders of the Lost Heart»                |                     |                                     | 3:11         |
| 6.                  | «It’s a Bughunt»                          |                     |                                     | 2:51         |
| 7.                  | «My Dying Concubine»                      |                     |                                     | 2:00         |
| 8.                  | «As Evil As Dead»                         | Джо Ромерса         | Мэри Элизабет Макглинн              | 1:20         |
| 9.                  | «The Bird’s Nest»                         |                     |                                     | 2:24         |
| 10.                 | «The Big Boner»                           |                     |                                     | 2:20         |
| 11.                 | «Great Demon World Village»               |                     |                                     | 2:52         |
| 12.                 | «Ghost Hunter»                            |                     |                                     | 2:18         |
| 13.                 | «Great Demon World Forest»                |                     |                                     | 1:54         |
| 14.                 | «Suburban Nightmares»                     |                     |                                     | 2:16         |
| 15.                 | «Justine for All»                         |                     |                                     | 1:30         |
| 16.                 | «Twelve Feet Under»                       |                     |                                     | 2:43         |
| 17.                 | «Different Perspectives»                  | Джо Ромерса         | Мэри Элизабет Макглинн              | 5:22         |
| 18.                 | «The Castle of Hassle»                    |                     |                                     | 3:12         |
| 19.                 | «The Final Chapter»                       |                     |                                     | 1:51         |
| 20.                 | «Til Death Do Us Part»                    |                     |                                     | 4:19         |
| 21.                 | «Shadows of the Damned (with The Damned)» | Pinch               | Дэвид Вэниан                        | 3:27         |
| Общая длительность: | Общая длительность:                       | Общая длительность: | Общая длительность:                 | 59:16        |

## Отзывы
| Сводный рейтинг       | Сводный рейтинг              |
| Агрегатор             | Оценка                       |
| --------------------- | ---------------------------- |
| GameRankings          | 77,58 % (X360) 78,80 % (PS3) |
| Metacritic            | 76/100 (360) 77/100 (PS3)    |
| MobyRank              | 78/100 (360) 74/100 (PS3)    |
| Иноязычные издания    |                              |
| Издание               | Оценка                       |
| 1UP.com               | C+                           |
| AllGame               | [ 16 ] [ 17 ]                |
| CVG                   | 8,1/10                       |
| Destructoid           | 8,5/10                       |
| Edge                  | 5/10                         |
| EGM                   | 7,5/10                       |
| Eurogamer             | 7/10                         |
| Famitsu               | 32/40                        |
| GameFan               | 8,5/10                       |
| Game Informer         | 9,25/10                      |
| GameRevolution        | B+                           |
| GameSpot              | 8,5/10                       |
| GameSpy               | [ 28 ]                       |
| GamesRadar+           | [ 29 ]                       |
| GameTrailers          | 6,7/10                       |
| GameZone              | 8,5/10                       |
| IGN                   | 7,0/10                       |
| Joystiq               | [ 33 ]                       |
| OXM                   | 8,0/10                       |
| VideoGamer            | 7/10                         |
| WorthPlaying          | 8,0/10                       |
| XboxAddict            | 81 %                         |
| X-Play                | 4/5                          |
| PSM3                  | 7,3/10                       |
| Русскоязычные издания |                              |
| Издание               | Оценка                       |
| «Игромания»           | 8,5/10                       |
| «Страна игр»          | 8,0/10                       |

Shadows of the Damned получил у критиков умеренно положительные отзывы; средняя оценка версий на Xbox 360 и PlayStation 3 на сайте Metacritic составляет 76 и 77 баллов соответственно, GameRankings оценил игру в 77,58 % и 78,80 %. Joystiq оценил игру в 4 из 5 баллов и заявил, что Shadows of the Damned является глупым over-the-top-приключением, но это путешествие в ад стоит того. Official Xbox Magazine оценил игру в 8 баллов из 10, хваля бои, модернизацию оружия и юмор, но критикуя линейность и вялое начало. Game Informer высоко оценил игру в 9,25 баллов из 10, заявив, что «Shadows Of The Damned является непримиримо подростковой, но вместо того, чтобы быть мило ироничной и подмигивать игрокам, юмор отрывается как подлинный, игривый и весёлый». IGN назвал главным недостатком недоступность игры для всей аудитории, а Eurogamer отмечает, что Shadows of the Damned не хватает полировки Синдзи Миками.
Destructoid оценил игру в 8,5 баллов, назвав её весёлой. GameSpot хвалил игру за звуковой дизайн, сложных и страшных боссов, разнообразный геймплей, умное использование темноты, но раскритиковал отсутствие функции «игра плюс» и жёсткую анимацию. GameZone посоветовал купить Shadows of the Damned людям, имеющим чувство юмора. «Страна игр» похвалила разработчиков за передачу характеров персонажей, то есть «каждому ключевому противнику придумывают биографию-страшилку». Кроме этого, журнал высоко оценил графику, пазлы, критике подвергся лишь эпилог. «Игромания» назвала Shadows of the Damned самым настоящим игровым грайндхаусом, однако главным недостатком критик выделил собственную расхлябанность разработчиков, так как «для игры производства Синдзи Миками она недостаточно монументальна, для проекта Акиры Ямаоки — слишком похабно относится к самой себе, и только Гоити Суда, кажется, оказался в плюсе: благодаря влиянию двух своих друзей в его игру наконец-то можно играть (Killer 7 и No More Heroes выезжали только на дизайне)».